# Art Clokey
Arthur „Art“ Clokey (12. října 1921, Detroit, Michigan, USA – 8. ledna 2010, Los Osos, Kalifornie, USA) byl americký animátor, který se stal průkopníkem v popularizaci fázové plastelínové animace. Jeho prvním počinem byl filmový experiment z roku 1955 nazvaný Gumbasia. Z tohoto projektu vymyslel společně s manželkou Ruth Gumbyho, v USA velmi známou a oblíbenou animovanou postavičku. Zemřel doma ve spánku kvůli opakující se infekci močového měchýře.